# 株洲碘泡虫
株洲碘泡虫（学名：Myxobolus chuchowensis）为碘泡科碘泡虫属的动物。在中国，分布于辽宁、湖南、山东等，营寄生生活，寄生在鲢的膀胱、鳙的膀胱、鳃、肾、鲤的肾以及鲫的粘液。